# La Estancia de San José del Carmen
La Estancia de San José del Carmen es una localidad del estado mexicano de Guanajuato. Es parte del municipio de Salvatierra.

## Demografía
| Gráfica de evolución demográfica |
|                                  |

| Censo | Población |
| ----- | --------- |
| 1930  | 712       |
| 1940  | 918       |
| 1950  | 937       |
| 1960  | 1 523     |
| 1970  | 1 634     |
| 1980  | 1 730     |
| 1990  | 1 744     |
| 2000  | 1 468     |
| 2010  | 1 218     |
| 2020  | 1 141     |